# 알파 합성

이 색상 스펙트럼 이미지의 알파 채널은 기준 위치에서 0으로 떨어지며 배경색과 혼합된다.

컴퓨터 그래픽스에서 알파 합성(Alpha compositing) 또는 알파 블렌딩(alpha blending)은 하나의 이미지를 배경과 결합하여 부분적 또는 전체 투명도를 만드는 프로세스이다. 별도의 패스(pass)나 레이어에서 그림 요소(화소)를 렌더링한 다음 결과 2D 이미지를 "합성"(composite)이라는 단일 최종 이미지로 결합하는 것이 유용한 경우가 많다. 합성은 컴퓨터로 렌더링된 이미지 요소를 실사 영상과 결합할 때 영화에서 광범위하게 사용된다. 알파 블렌딩은 2D 컴퓨터 그래픽에서도 래스터화된 전경 요소를 배경 위에 배치하는 데 사용된다.
이미지의 그림 요소들을 올바르게 결합하려면 해당 색상 외에도 각 요소에 대한 관련 매트(matte)를 유지해야 한다. 이 매트 레이어에는 적용 범위 정보가 포함되어 있어 이미지에서 무언가가 그려진 부분과 비어 있는 부분을 구별할 수 있다.
두 이미지를 결합하는 가장 기본적인 작업은 하나를 다른 이미지 위에 놓는 것이지만, 사용되는 작업이나 블렌드 모드는 다양하다.

## 같이 보기
- 블렌드 모드
- 마스크 (컴퓨팅)
- 크로마키
- PNG
- RGBA 색 공간
- 팔레트 (컴퓨팅)
- HTML5 비디오
- TGA (소프트웨어)